# UNSCEAR
Der englisch United Nations Scientific Committee on the Effects of Atomic Radiation (UNSCEAR) ‚Wissenschaftliche Ausschuss der Vereinten Nationen zur Untersuchung der Auswirkungen atomarer Strahlung‘ befasst sich mit den Auswirkungen (Effekten und ionisierender Strahlung) der Kerntechnik und Radioaktivität. 

## Geschichte
Der UNSCEAR Ausschuss wurde 1955 gegründet (Resolution 913(X)). Deutschland ist seit 1973 am Ausschuss beteiligt.

## Berichte
Der Ausschuss tagt einmal jährlich und veröffentlicht in unregelmäßigen Abständen Berichte, die der Internationale Strahlenschutzkommission (ICRP) als eine der Grundlagen für ihre Empfehlungen zur nationalen Strahlenschutzgesetzgebung dienen. Es sind bereits mehr als 30 Berichte veröffentlicht, die im Internet abrufbar sind. Das Bundesamt für Strahlenschutz bestimmt die jeweilige Delegation.
Aus historischen und wirtschaftlichen Gründen sind die Berichte des amerikanischen United States Committees on the Biological Effects of Ionizing Radiation (BEIR) von ebenso großer Bedeutung; beispielsweise beruhen die aktuellen Empfehlungen der ICRP über Grenzwerte der beruflichen Strahlenexposition (1991) auf den Berichten BEIR-V 1990 und UNSCEAR 1993.